# Ferrocarriles de la Generalidad de Cataluña

Logo przewoźnika

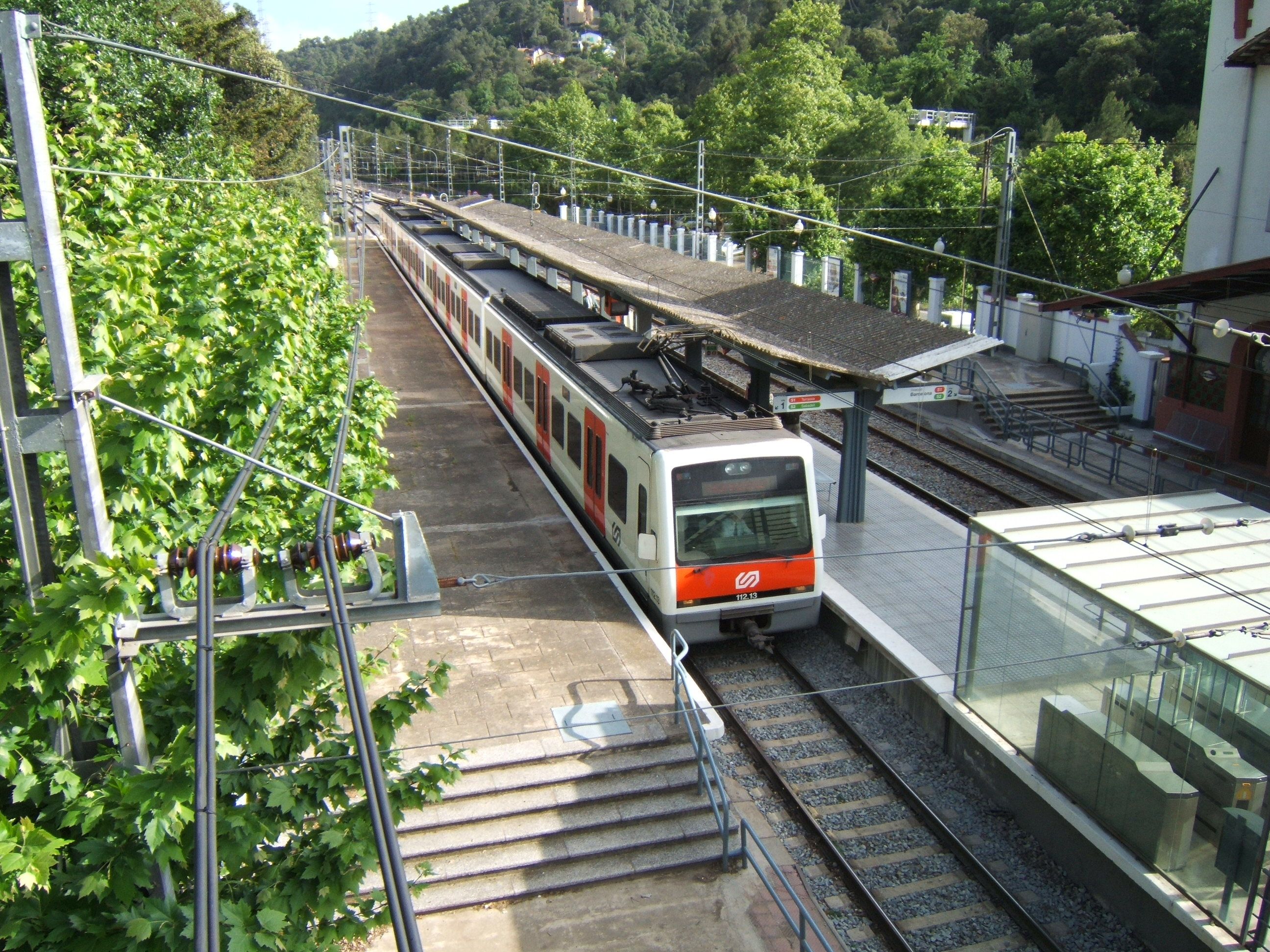
Jeden z pociągów FGC na stacji Les Planes

Ferrocarriles de la Generalidad de Cataluña (FGC) – przewoźnik kolejowy świadczący usługi przewozowe na terenie hiszpańskiej Katalonii. FGC zostało powołane w 1979 r., w celu odnowy i modernizacji połączeń kolejowych w regionie.
Przedsiębiorstwo prowadzi przewozy na 140 km torów wąskotorowych (1000 mm), 42 km torów rozstawu standardowego (1435 mm) i na 89 km torów rozstawu Iberyjskiego (1668 mm), łącznie z połączeniem na stacjach węzłowych z pociągami krajowego przewoźnika Renfe. Sieć ta jest w pełni zelektryfikowana o napięciu 1,5 kV.
FGC rocznie przewozi ok. 32 mln pasażerów i zatrudnia ok. 1300 pracowników.